# Anneau E
L’anneau E est un des anneaux de Saturne.
Il est situé au-delà de la limite de Roche de la planète Saturne.
Jusqu’à la découverte de l’anneau de Phœbé, il était le plus externe et le plus large des anneaux planétaires connus du Système solaire.

## Découverte
L’anneau E a été découvert par Walter A. Feibelman (1925-2004) en 1967. Son existence a été confirmée par Gerard P. Peter Kuiper (1905-1973) en 1972.

## Caractéristiques

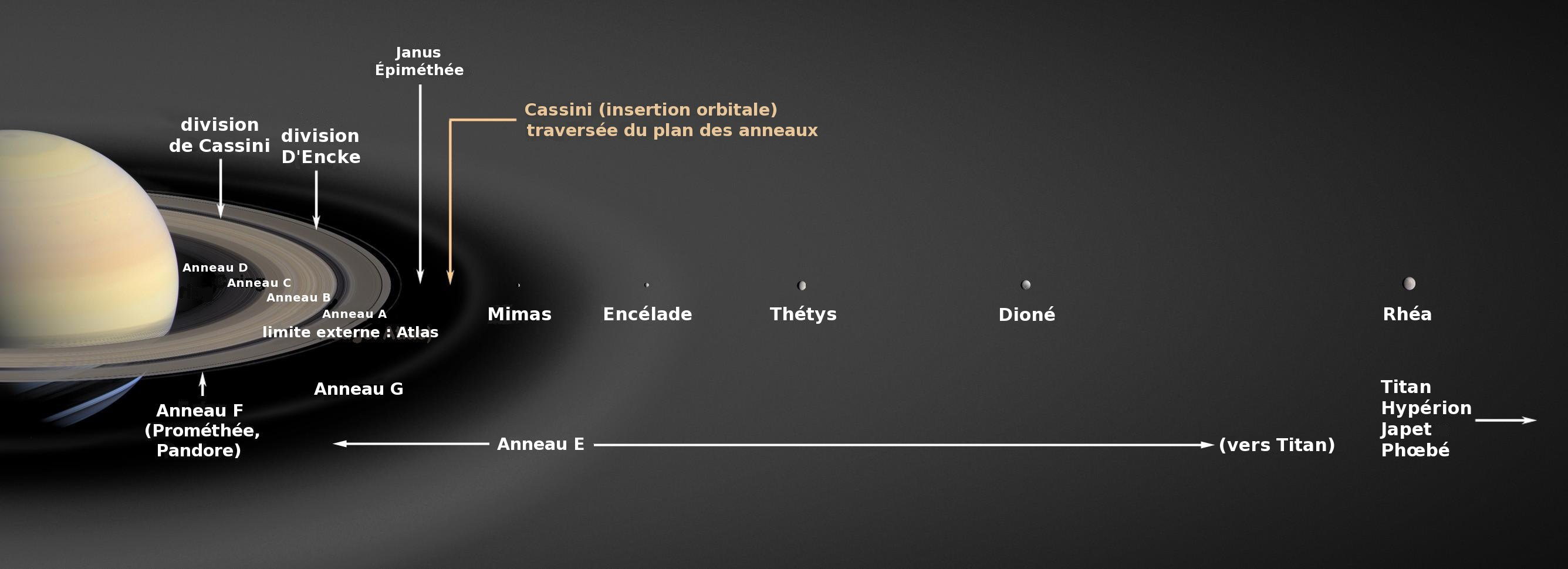
Schéma indiquant la position des anneaux de Saturne. L'anneau E est le plus externe et s'étend sur toute la moitié droite de l'image.

L'anneau E débute à 181 000 km du centre de Saturne et s'étend jusqu'à 483 000 km, depuis l'orbite de Mimas jusqu'à celle de Titan. Sa largeur varie considérablement ; elle est la plus petite au niveau de l'orbite d'Encelade et s'élargit progressivement après celle-ci, jusqu'à avoir 60 000 km d'épaisseur.
À la différence des autres anneaux de Saturne, l'anneau E est constitué de particules microscopiques plutôt que macroscopiques.

## Origines
Les modèles théoriques montrent que l'anneau E est instable sur une échelle de temps de l'ordre de 10 000 ans à un million d'années, ce qui impose que l'apport de particules soit très récent et témoigne d'une activité quasiment contemporaine à la nôtre à l'échelle planétaire.
Encelade orbitant à l'intérieur de cet anneau, à l'endroit où la densité est la plus élevée et où l'anneau est le moins épais, il a longtemps été soupçonné d'être, au moins en partie, la source des poussières glacées composant l'anneau. Ceci s'est vu confirmer par les observations de la sonde Cassini, deux mécanismes bien distincts conduisant à ce transfert de matière :
- d'une part, l'émission de particules de glace d'eau sous forme de jets au pôle sud d'Encelade, qui est probablement la source principale alimentant l'anneau. Si une bonne partie des particules émises finissent par retomber à la surface, un pour cent environ de celles-ci sont éjectées avec une vitesse suffisante[6] pour échapper définitivement à l'attraction gravitationnelle du satellite, et contribuer à alimenter l'anneau.
- d'autre part, les collisions incessantes entre Encelade et les poussières interplanétaires, ou micrométéorites, qui conduiraient à la fois à l'éjection de matière et à l'« érosion » de la surface du satellite, par la formation d'un grand nombre de micro cratères. Ce phénomène n'est pas spécifique à Encelade, mais se retrouve pour toutes les autres lunes orbitant à l'intérieur de l'anneau E.